# Fred Rwigyema
Fred Gisa Rwigyema (també Rwigema; nascut com Emmanuel Gisa; 10 d'abril de 1957-2 d'octubre de 1990) va ser un militar, fundador i líder del Front Patriòtic Ruandès, una força política i militar formada per ruandeses d'ascendència tutsi, que es van veure obligats a marxar a l'exili, després de la Revolució ''Hutu'' de 1959.
Rwigema va néixer a Gitarama, al sud de Rwanda. A causa que era tutsi, el 1960 ell i la seva família van fugir a Uganda i es van establir en un camp de refugiats a Nshungerezi, Ankole, després de la revolució hutu de 1959 i el derrocament del Rei Kigeli V.
Després de graduar-se en secundària el 1976, va viatjar a Tanzània i es va unir al Front de Salvació Nacional (FRONASA), un grup rebel sota el comandament de Yoweri Museveni, germà del seu amic Salim Saleh. Va ser a partir d'aquí en la qual va començar a anomenar-se Fred Rwigema. Més tard en aquest mateix any, va viatjar a Moçambic i es va unir al grup rebel FRELIMO que combatia per l'alliberament del seu país del poder colonial de Portugal.
El 1979, es va unir a l'Exèrcit d'Alliberament Nacional d'Uganda (UNLA), el qual juntament amb les forces armades tanzanas van capturar Kampala a l'abril de 1979 i van enviar Idi Amin a l'exili.
Més tard, es va unir a l'Exèrcit de Resistència Nacional (ERN), liderat per Museveni, en el qual va lluitar en una guerra de guerrilles contra el govern de Milton Obote.
Després que l'ERN prengués el control del país el 1986, Rwigema pas a ser viceministre de Defensa. Va estar regularment en primera línia al nord d'Uganda, durant les ofensives del nou govern contra els últims focus de resistència del règim enderrocat.
L'1 d'octubre de 1990, Rwigyema va liderar les tropes del Front Patriòtic Ruandès en la primera batalla contra el règim de llavors president Juvénal Habyarimana. En el segon dia de la Guerra Civil Ruandesa, Rwigyema va rebre un tret al cap i va morir en l'acte, el qual va desmoralitzar al seu grup. Hi ha una disputa sobre les circumstàncies exactes de la mort de Rwigyema; la línia oficial del govern de Kagame, i la versió esmentada per l'historiador Gérard Prunier en el seu llibre sobre el tema el 1995, en la qual s'afirmava que va morir, producte d'una bala pèrdua. En el seu posterior llibre, no obstant això, Prunier declara que probablement Rwigyema fos assassinat pel seu subcomandant Peter Bayingana, després d'una discussió sobre tàctiques. Paul Kagame qui és l'actual president de la República de Ruanda va reemplaçar Rwigyema com a cap del FPR fins a la victòria al juliol de 1994.
Rwigyema és un dels herois nacionals de Rwanda. El seu cos va ser enterrat al Cementiri dels Herois a Kigali.